# Völkischer Nationalismus
Völkischer Nationalismus stellt ein rassistisches Konzept dar, das die gemeinsame weltanschauliche Basis der völkischen Bewegung bildet. Es geht von dem essentialistischen Konstrukt als „Völker“ oder „Volksgruppen“ bezeichneter Bevölkerungsgruppen aus, die als geschlossene ethnisch-biologische und/oder ethnisch-kulturelle Einheiten innerhalb einer Hierarchie solcher Populationen beschrieben werden. Zeitweise war der völkische Nationalismus in Mitteleuropa eine breite und vorherrschende ideologische Sichtweise, repräsentiert in zahlreichen nationalistischen, explizit antisemitischen und sonstigen rassistischen Zusammenschlüssen aller Art mit vielen Publikationen und bekannten Persönlichkeiten.
Heute nimmt er auch die Gestalt des Ethnopluralismus an.

## Inhalt
Unter dem völkischen Nationalismus versteht man die Überhöhung des eigenen „Volks“, das sich durch gemeinsame Abstammung, Kultur und Sprache definiert, und das Streben nach einer homogenen Bevölkerung durch Exklusion von Fremden. Das Volk wird zum Kollektivsubjekt. Er bildet eine hierarchisch gegliederte Wertigkeit der „Völker“. Er fordert Homogenität nach innen, gegenüber „Andersartigkeit“ und „Überfremdung“ aber Exklusion bzw. Abgrenzung („Entmischung“, Verhinderung einer „Umvolkung“, eines „Austauschs“ der Bevölkerung) und orientiert daran seine Strategien. Der völkische Nationalismus basiert ideologisch auf völkisch-rassistischen Konzepten. Seine Träger und Akteure werden im politischen Spektrum sowohl rechtsaußen als auch – als übliche Alltagsüberzeugungen – in der gesellschaftlichen Mitte verortet.
Der Sozialwissenschaftler Helmut Kellershohn nennt sieben Kernelemente eines völkischen Nationalismus:
1. die Gleichsetzung von „Volk“ und „Nation“ bzw. die Vorstellung einer nach rassistischen Kriterien homogenen „Nation“
2. die Überhöhung des „Volkes“ zu einem Kollektivsubjekt im Sinne von ethnos und die Unterordnung spezifischer Interessen unter dem Primat der „Volksgemeinschaft“
3. die Rechtfertigung eines „starken Staates“, der die Volksgemeinschaft mittels „national“ gesinnter Eliten und/oder einer charismatischen Führerfigur organisiert
4. die Heroisierung des „anständigen Volksgenossen“, der sich mit Leib und Seele in den Dienst seiner Volksgemeinschaft stelle und für diese Opfer bringe
5. die völkische oder rassistische Konstruktion eines „inner(staatlich)en Feindes“, der für Rückschläge bei der Realisierung der Volksgemeinschaft verantwortlich gemacht wird und als negative Projektionsfläche für die Volksgemeinschaft eine identitätsstiftende und konsensbildende Funktion hat
6. ein biopolitisches Verständnis des „Volkskörpers“, das diesen durch Bevölkerungspolitik gesund und stark erhalten bzw. machen will
7. ein chauvinistisches Machtstaatsdenken.

## Geschichte
Gegen Ende des 19. Jahrhunderts gewann die völkische Bewegung Einfluss auf die politische und kulturelle Diskussion im deutschsprachigen Mitteleuropa. Seine geschichtliche Ausprägung fand der ihr eigene völkische Nationalismus vor allem im Deutschen Reich. Zu dessen sozialen Trägern und zu dessen „notwendiger ideeller Bedingung“ wird der deutsche Protestantismus gerechnet. Aus ideengeschichtlicher Perspektive radikalisierte sich die „bürgerlich-protestantische Mentalität“ seit der Reichsgründung verstärkt deutsch-völkisch. Der religiös überhöhte Nationalismus bzw. ein völkisch aufgeladener Protestantismus des Kaiserreichs führten demnach bis hin zum nationalsozialistischen Konzept der Deutschen Christen. Die überwiegend männliche und protestantische Anhängerschaft des völkischen Nationalismus rekrutierte sich aus den Mittelschichten. Dieses Sozialprofil und seine Bedeutung für den Aufstieg der NSDAP analysierte der Soziologe Seymour Martin Lipset als „Extremismus der Mitte“. Die völkische Bewegung, zu der die deutschnationalen Zusammenschlüsse und die NSDAP gehörten – deren Parteiorgan war der „Völkische Beobachter“ –, lehnte die Weimarer Verfassung ab und vertrat völkische Gemeinschaftlichkeitskonzepte („deutsche Volksgemeinschaft“). Die biologische und kulturelle Homogenität des „Volks“ als „Abstammungsgemeinschaft“ und die „Ausscheidung oder Vernichtung des Heterogenen“ (Carl Schmitt: Die geistesgeschichtliche Lage des heutigen Parlamentarismus, 1926) wurden beschworen. Völkische Konzepte wie „Volkstum“, „Lebensraum“ und vor allem „Volksgemeinschaft“ waren in weiten Teilen der Bevölkerung und vor allem innerhalb des „vaterländischen Lagers“ verbreitet, damit integraler Teil auch der nationalsozialistischen Programmatik.
Mit den nationalsozialistischen Massenverbrechen erfuhren die sie begründenden Vorstellungen eine starke Entwertung. Nach der Meinung des Sozialwissenschaftlers Christoph Butterwegge (1996) stießen sie inzwischen „bei den Medienmachern so gut wie nie auf heimliche oder gar offen bekundete Sympathie“. Seit der Wende aber würden „innerhalb des etablierten Kulturbetriebes“ völkisch-nationalistische Tendenzen wieder stärker in Erscheinung treten. Es sehe fast so aus, als wandere völkischer Nationalismus im Zuge einer „Reorganisation der ‚nationalen Identität‘“ „in die Mitte“ hinein. Die Soziologin und Rassismusforscherin Nora Räthzel untersuchte Anfang der 1990er Jahre den printmedialen Asylrechtsdiskurs und wie in dessen Verlauf ein homogenes deutsches Volk als Opfer einer Ausbeutung/Überfremdung durch „die Anderen“ konstruiert worden sei.

## Gegenwart

### Alltagsüberzeugungen
Aus Meinungsbefragungen ergibt sich, dass 2014 mindestens jeder zehnte Bundesbürger einer „natürlichen Hierarchie“ der „Völker“ zustimmt. Verbreitet sind Abwertungen ethnisch und/oder religiös definierter Bevölkerungsgruppen (z. B. von Roma oder Muslimen). Ein Teil der Forschung wendet sich daher der Frage zu, inwieweit völkische Konzepte im Alltagsdenken der deutschen Bevölkerung lebendig sind und im Alltagsdiskurs zur Sprache gebracht werden bzw. inwieweit „völkische Ideologie in das alltägliche Denken dieser Gesellschaft“ – der deutschen – „eingelagert ist.“ Das Fazit lautet, es gebe eine große Variationsbreite völkischer Ideologeme – Homogenität des „deutschen Volks“, Zurückweisung „fremder“, durch Migration hervorgerufener Einflüsse, deutsche Hochkultur gegen zurückgebliebene orientalische Kulturen u. a. m. – im Alltagsdenken. Verortet werden sie gesellschaftlich und politisch als „Extremismus der Mitte“. Sie gelten nicht als Alleinstellungsmerkmal „rechter“ politischer Zusammenschlüsse, sondern seien ebenso in einer nach rechts tendierenden Mitte anzutreffen.
Claus Leggewie, Direktor des Kulturwissenschaftlichen Instituts (KWI), sieht in einem „abgedrifteten steuer- und europakritischen Liberalismus“ eine Quelle des „völkisch-autoritären Nationalismus“. „Volk“ werde dabei wieder ethnisch zur geschlossenen „Volksgemeinschaft“ stilisiert und die demokratische Parole „Wir sind das Volk“ – wie 1989 – zum ethnokratischen „Wir sind ein Volk“ umgedeutet. Damit einher gehe, dass alles „Fremde“ abgelehnt werde und auszuschließen sei. Wer vor diesem Hintergrund die Akteure als „Rechtspopulisten“ bezeichne, verharmlose sie.

### Organisierte Formen
Völkischer Nationalismus ist über das NS-Ende hinaus bis heute vital in einem breiten Spektrum politischer Organisierung. Es ist ein gemeinsames charakteristisches Merkmal der politischen Formationen am rechten Rand, beschränkt sich darauf jedoch nicht.
Bereits in den 1980er/1990er Jahren verwiesen mehrere Politikwissenschaftler auf Affinitäten zwischen Teilen der CSU und der radikalen Neuen Rechten im Zeichen eines „autoritär-völkischen Nationalismus“. Als im Jahre 2000 der Politik- und Sozialwissenschaftler Andreas Klärner für das Ende der 1990er Jahre beim Thema „Einwanderung“ einen Übergang von Ideologemen des völkischen Nationalismus aus dem rechtsextremen Raum in den Mainstream konstatierte, bezog er diesen Einfluss auf die Kampagne der CDU/CSU gegen die doppelte Staatsbürgerschaft (1998/99). 1996 behauptete das NPD-Programm, „Völker“ seien historische Subjekte und „Träger der Kultur“. In Abwendung von der Kategorie „Gesellschaft“ hieß es dort, „bloße Gesellschaften“ seien nicht in der Lage, Kultur zu entwickeln, und „multikulturelle Gesellschaften“ seien „in Wirklichkeit“ kulturlos. In diesem Konzept wird „die Nation“ bzw. „das Volk“ – im Sinne von ethnos, nicht von dēmos – zur wichtigsten Leitgröße erhoben. Das höchste Ziel aller Politik müsse demnach in der Existenzsicherung dieses als geschlossene und homogene Einheit imaginierten Gebildes liegen. Konkret fordert die NPD in diesem Kontext die erbbiologische Abkunft von Vorfahren „deutschen Bluts“ („Deutschstämmigkeit“) als Voraussetzung einer deutschen Staatsbürgerschaft. Sogenannte „Andersartige“ könnten nicht integriert werden. Der Zuzug von „Fremden“ sei abzulehnen, meist wird ihre Ausweisung bzw. eine „Entmischung der Völker“ gefordert. Die Sozialwissenschaftler Margaret und Siegfried Jäger sind der Meinung, dass ein völkisch begründeter Nationalismus insofern immer auch einen rassistischen Gehalt habe.
Das Grundsatzprogramm der NPD enthält neben biologistischen deutliche ethnopluralistische Komponenten. Ethnopluralismus wird von Politikwissenschaftlern als Variante des völkischen Nationalismus eingeordnet. Er gilt dort als Unterscheidungsmerkmal der sogenannten Neuen Rechten. Er solle den für Rechtsextreme typischen Rassismus „neu und weniger angreifbar“ begründen. Wie klassische Rassisten vereinheitlichen auch Ethnopluralisten Menschengruppen als „Völker“ oder „Volksgruppen“ zu Persönlichkeitkollektiven mit „grundsätzlichen und unveränderlichen Eigenschaften“. Je höher die kulturelle Homogenität eines „Volkes“ sei, heißt es, desto stärker sei ein „Volk“ in der globalen Ressourcenkonkurrenz, die als eine Konkurrenz von Ethnien („Völkern“) gesehen wird. Vermieden wird von Ethnopluralisten eine (erb-)biologische Ableitung („Blutsgemeinschaft“, „Abstammungsgemeinschaft“) der Gruppen. Sie wird ersetzt durch eine anthropologisch-kulturelle, kulturrassistische Variante. „Völker“ besitzen demnach zeitlose, invariante kulturelle Identitäten, die von den „Fremden“ wie z. B. südosteuropäischen oder nahöstlichen Migranten bedroht würden und daher gegen diese zu verteidigen seien. Konkret findet sich dieses Konzept beispielsweise in dem Motto „Auch wir Deutschen haben ein Recht auf unsere Heimat, auf unser Vaterland! China den Chinesen, die Türkei den Türken und Deutschland den Deutschen – das ist unser Credo …“ (Deutsche Liga für Volk und Heimat). oder in der Selbstbeschreibung der des Terrorismus angeklagten Gruppe „Oldschool Society“ als „Verbindung gleichgesinnter Menschen, die deutsche Kultur und ihre Werte leben“.
Seit einiger Zeit verweisen Sozial- und Politikwissenschaftler auf völkisch-nationalistische Tendenzen und Elemente auch in der AfD. Der Politikwissenschaftler Gero Neugebauer beschreibt den Thüringer AfD-Fraktionsvorsitzenden Björn Höcke als Vertreter eines völkischen Nationalismus. Sein Kollege Hajo Funke sah schon 2015 den von Höcke mit „biologisch-rassistischen“ Äußerungen repräsentierten „völkisch-nationalistischen Rechtsextremismus“ als „integralen Teil“ einer in einem „Rechtsradikalisierungsprozess“ befindlichen Partei. Vor diesem Hintergrund gibt es den Versuch, den Begriff „völkisch“ seiner NS-Einbindung zu entledigen und seinen Inhalt positiv umzudeuten. Der Begriff, heißt es aus der Parteispitze, unterliege einer „Ächtung“. „Völkisch“ sei aber doch einfach nur das „zugehörige Attribut zu Volk“. Zahlreiche mediale Stimmen verweisen auf die Begriffsbestimmung im Duden (völkisch gleich „in der rassistischen Ideologie des Nationalsozialismus“).
Zum Ethnopluralismus bekennt sich auch die „Identitäre Bewegung“ mit ihrer Forderung nach „ethnopluralistischer Vielfalt“ statt „kulturellem Einheitsbrei“, deren deutscher Ableger aus der Kleingruppe „Sarrazin-Bewegung“ hervorging. Im Anschluss an neurechte Ideologeme geht sie von einer kollektiven Herkunft und Kulturidentität der regionalen Bevölkerungen aus, die durch migrantische Einflüsse bedroht werde und zu schützen sei. „Identität wird damit völkisch besetzt, aber kulturalistisch umschrieben“ (Sieber). Essentialistischer Kulturalismus und biologischer Rassismus überschneiden sich demnach bei „Identitären“ und konstruieren ethnische Kollektive. „Ethnokulturelle Kollektive“ klinge moderner als der ältere Sprachgebrauch. Der alte Rassismus erhalte damit „eine neue Fassade“.
Es gehe bei dem ethnopluralistischen Ansatz – so der Politikwissenschaftler Christoph Butterwegge – nur „vordergründig“ um die hochgehaltene „kulturelle Identität“. Dahinter stünden Verteilungskonflikte um knappe Ressourcen. Sozialer Konfliktstoff werde ethnisiert, die Konflikte würden „zu Abwehrgefechten gegen ‚die Fremden‘“ umgeformt und so im Land selbst entlasten.

### Allgemeines und Zeitgeschichtliches
- Stefan Breuer: Grundpositionen der deutschen Rechten 1871–1945 (= Historische Einführungen. Bd. 2). Edition diskord, Tübingen 1999, ISBN 3-89295-666-9.
- Stefan Breuer: Ordnungen der Ungleichheit – die deutsche Rechte im Widerstreit ihrer Ideen 1871–1945. Wissenschaftliche Buchgesellschaft, Darmstadt 2001, ISBN 3-534-15575-0.
- Hubert Cancik, Uwe Puschner (Hrsg.): Antisemitismus, Paganismus, Völkische Religion = Anti-semitism, paganism, voelkish religion. Saur, München 2004, ISBN 3-598-11458-3.
- Michael Fahlbusch: Wissenschaft im Dienst der nationalsozialistischen Politik? Die „Volksdeutschen Forschungsgemeinschaften“ von 1931–1945. Nomos, Baden-Baden 1999, ISBN 3-7890-5770-3.
- Michael Fahlbusch, Ingo Haar, Alexander Pinwinkler (Hrsg.): Handbuch der völkischen Wissenschaften. Akteure, Netzwerke, Forschungsprogramme. Unter Mitarbeit v. David Hamann, 2. Bd., Berlin 2017, ISBN 978-3-11-042989-3.
- Roger Griffin: Völkischer Nationalismus als Wegbereiter und Fortsetzer des Faschismus: Ein angelsächsischer Blick auf ein nicht nur deutsches Phänomen. In: Heiko Kauffmann, Helmut Kellershohn, Jobst Paul (Hrsg.): Völkische Bande. Dekadenz und Wiedergeburt. Analysen rechter Ideologie (= Edition DISS. Bd. 8). Unrast, Münster 2005, ISBN 3-89771-737-9, S. 20–48.
- Ingo Haar: Historiker im Nationalsozialismus. Deutsche Geschichtswissenschaft und „Volkstumskampf“ im Osten (= Kritische Studien zur Geschichtswissenschaft. Bd. 143). Vandenhoeck & Ruprecht, Göttingen 2000, ISBN 3-525-35942-X (zugleich: Halle, Universität, Dissertation, 1998).
- Rainer Hering: Konstruierte Nation. Der Alldeutsche Verband 1890 bis 1939 (= Hamburger Beiträge zur Sozial- und Zeitgeschichte. Bd. 40). Christians, Hamburg 2003, ISBN 3-7672-1429-6.
- Gerald Hubmann: Völkischer Nationalismus und Antisemitismus im frühen 19. Jahrhundert: Die Schriften von Rühs und Fries zur Judenfrage. In: Renate Heuer, Ralph-Rainer Wuthenow (Hrsg.): Antisemitismus – Zionismus – Antizionismus 1850–1940. Frankfurt am Main / New York 1997, S. 10–34.
- Helmut Kellershohn: Völkischer Nationalismus und seine Kernideologeme. Eine knappe Begriffsklärung. In: Siegfried Jäger (Hrsg.): Der Spuk ist nicht vorbei. Völkisch-nationalistische Ideologeme im öffentlichen Diskurs der Gegenwart. Duisburger Institut für Sprach- und Sozialforschung, Duisburg 1998, ISBN 3-927388-63-7, S. 26–30.
- George L. Mosse: Die völkische Revolution. Über die geistigen Wurzeln des Nationalsozialismus. Sonderausgabe. Hain, Frankfurt am Main 1991, ISBN 3-445-04765-0.
- George L. Mosse: Ein Volk, ein Reich, ein Führer. Die völkischen Ursprünge des Nationalsozialismus. Athenäum, Königstein im Taunus 1979, ISBN 3-7610-8056-5.
- Dieter Oberndörfer: Der Wahn des Nationalen. Die Alternative der offenen Republik (= Herder-Spektrum 4279). 2. Auflage. Herder, Freiburg (Breisgau) u. a. 1994, ISBN 3-451-04279-7 (Auszug).
- Uwe Puschner: Die völkische Bewegung im wilhelminischen Kaiserreich. Sprache – Rasse – Religion. Wissenschaftliche Buchgesellschaft, Darmstadt 2001, ISBN 3-534-15052-X (zugleich: Berlin, Freie Universität, Habilitations-Schrift, 1998/1999).[39]
- Uwe Puschner, Walter Schmitz, Justus H. Ulbricht (Hrsg.): Handbuch zur „Völkischen Bewegung“ 1871–1918. Saur, München 1996, ISBN 3-598-11241-6.
- Stephan Vopel: Radikaler, völkischer Nationalismus in Deutschland 1917–1933. In: Heiner Timmermann (Hrsg.): Nationalismus und Nationalbewegung in Europa 1914–1945. Berlin 1999, S. 161–182.
- Winfried Schulze, Otto Gerhard Oexle (Hrsg.): Deutsche Historiker im Nationalsozialismus. Fischer-Taschenbuch-Verlag, Frankfurt am Main 1999, ISBN 3-596-14606-2.
- Zeev Sternhell: Von der Aufklärung zum Faschismus und Nazismus. Reflexionen über das Schicksal der Ideen im 20. Jahrhundert. In: Siegfried Jäger, Jobst Paul (Hrsg.) „Diese Rechte ist immer noch Bestandteil unserer Welt“. Aspekte einer neuen Konservativen Revolution. Duisburger Institut für Sprach- und Sozialforschung, Duisburg 2001, ISBN 3-927388-78-5, S. 16–48; wieder in: jour fixe initiative berlin (Hrsg.): Geschichte nach Auschwitz. Unrast, Münster 2002, ISBN 3-89771-409-4, S. 61–94.

### Zu jüngeren Tendenzen
- Brigitte Bailer-Galanda, Wolfgang Neugebauer: Handbuch des österreichischen Rechtsextremismus. Wien 1994.
- David Bebnowski: Die Alternative für Deutschland: Aufstieg und gesellschaftliche Repräsentanz einer rechten populistischen Partei. Wiesbaden 2015.
- Stephan Braun, Alexander Geisler, Martin Gerster (Hrsg.): Strategien der extremen Rechten: Hintergründe – Analysen – Antworten. 2. Auflage. Wiesbaden 2016.
- Alice Brauner-Orten: Die Neue Rechte in Deutschland: Antidemokratische und rassistische Tendenzen. Opladen 2001.
- Christoph Butterwegge, Siegfried Jäger (Hrsg.): Rassismus in Europa. 3. Auflage. Köln 1993.
- Jürgen W. Falter, Hans-Gerd Jaschke, Jürgen R. Winkler (Hrsg.): Rechtsextremismus. Ergebnisse und Perspektiven der Forschung (= Politische Vierteljahresschrift, Sonderheft 27/1996). Opladen 1996.
- Margaret Jäger, Siegfried Jäger: Gefährliche Erbschaften. Die schleichende Restauration rechten Denkens (= Aufbau-Taschenbücher 7019). Aufbau-Taschenbuch-Verlag, Berlin 1999.
- Siegfried Jäger, Dirk Kretschmer, Gabriele Cleve u. a.: Der Spuk ist nicht vorbei. Völkisch-nationalistische Ideologeme im öffentlichen Diskurs der Gegenwart. Duisburg o. J.
- Heiko Kauffmann, Helmut Kellershohn, Jobst Paul (Hrsg.): Völkische Bande. Dekadenz und Wiedergeburt – Analysen rechter Ideologie. Unrast, Münster 2005.
- Helmut Kellershohn (Hrsg.): Das Plagiat. Der Völkische Nationalismus der Jungen Freiheit. Duisburg 1994.
- Helmut Kellershohn, Mark Haarfeldt, Michael Lausberg, Martin Dietzsch, Lenard Suermann: Völkischer Nationalismus und Rechtspopulismus. Thesen des AK Rechts im DISS, Duisburg 2014.
- Andreas Klärner: Aufstand der Ressentiments. Einwanderungsdiskurs, völkischer Nationalismus und die Kampagne der CDU/CSU gegen die doppelte Staatsbürgerschaft. Köln 2000.